# Umbrer

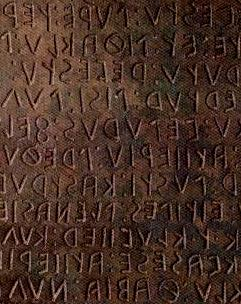
Uguvinische Tafel in umbrischer Schrift und Sprache

Die Umbrer (auch Umbrier) besiedelten zu Beginn des 1. Jahrtausends v. Chr. die Landschaft, die nach ihnen benannt wurde, Umbrien, und einige umliegende Gebiete. Sie waren ein indogermanischer und italischer Volksstamm und sprachen eine eigene Sprache, das Umbrische.
Sie gründeten einige Stadtstaaten wie Ameria (Amelia), Ariminum (Rimini), Asisium (Assisi), Iguvium (Gubbio), Interamna (Terni), Perusia (Perugia) und Spoletium (Spoleto). Sie standen unter starkem etruskischen Einfluss, kamen 308 v. Chr. nach der Niederlage bei Mevania endgültig unter römische Herrschaft und wurden in der Folge rasch romanisiert.
Der bekannteste Umbrer war der lateinisch schreibende Komödiendichter Plautus.
Mitte des 15. Jahrhunderts n. Chr. wurden bei Gubbio 7 Bronze-Tafeln gefunden, die wahrscheinlich aus dem 3. bis 2. Jahrhundert v. Chr. stammen. In umbrischer Schrift und Sprache geben sie Auskunft über Zivilisation und kultische Bräuche der alten Umbrier. Diese Texte trugen wesentlich zur Kenntnis der alt-umbrischen Sprache und deren Beziehung zur etruskischen und lateinische Sprache und Kultur bei. Die Tafeln (Le Tavole Eugubine) befinden sich im Museo Comunale im Palazzo dei Consoli in Gubbio.